# Lisa Aisato

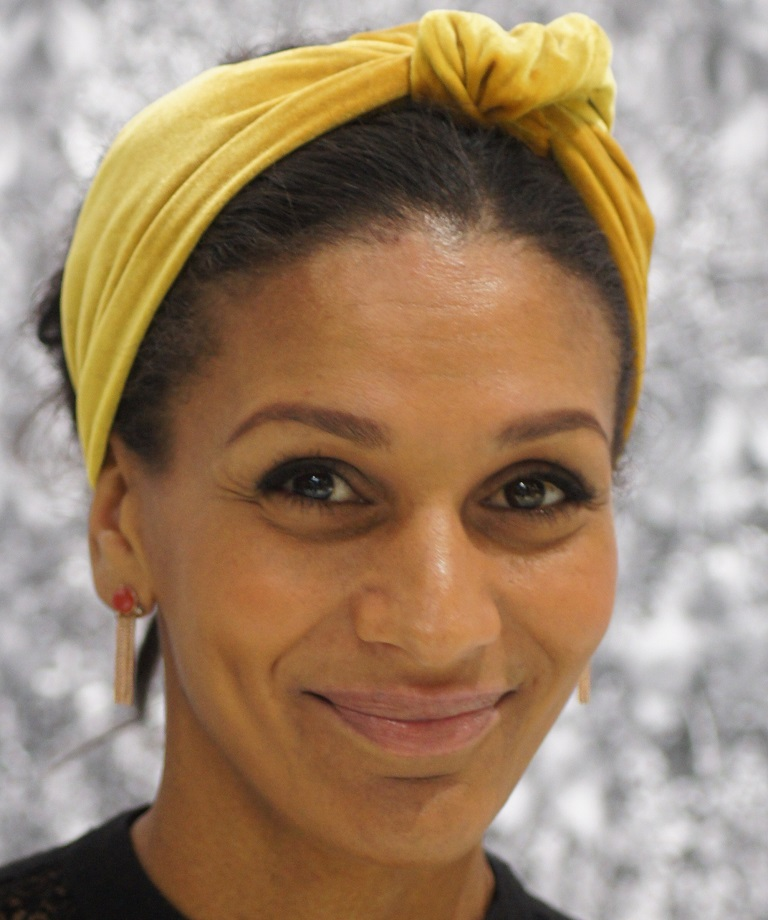
Lisa Aisato (2019)

Lisa Aisato Njie Solberg (* 23. Juli 1981 in Kolbotn) ist eine norwegische Illustratorin, Bilderbuchautorin und Malerin. Sie verfasst ihre Bücher unter dem Pseudonym ihrer beiden Vornamen.

## Leben
Lisa Aisato wuchs als Tochter eines gambischen Vaters und einer norwegischen Mutter mit vier Geschwistern in Kolbotn in der Nähe von Oslo auf. Ihre Ausbildung erhielt sie von 2000 bis 2004 an zwei Kunstschulen in Oslo. Ihre älteste Schwester ist die Sängerin, Songwriterin, Autorin, Journalistin und Fernsehmoderatorin Haddy N’jie, eine jüngere Schwester ist die Modedesignerin Jankeh Njie Jamanca.
Lisa Aisato debütierte 2008 mit dem Bilderbuch Til min elskede. Seitdem hat sie eine Reihe weiterer Bücher illustriert und verfasst und auch eine große Zahl Bücher anderer Autoren bebildert. Ihre Bücher wurden dreimal für den Brageprisen nominiert. Mit ihrer Schwester Haddy bekam sie 2016 den Teskjekjerringpris (Prøysenprisen) für Snart sover du. Die Zeitung Morgenbladet führte Lisa Aisato 2015 unter den zehn besten Autoren unter 35 auf. Ihre Titel wurden in über 30 Sprachen übersetzt.

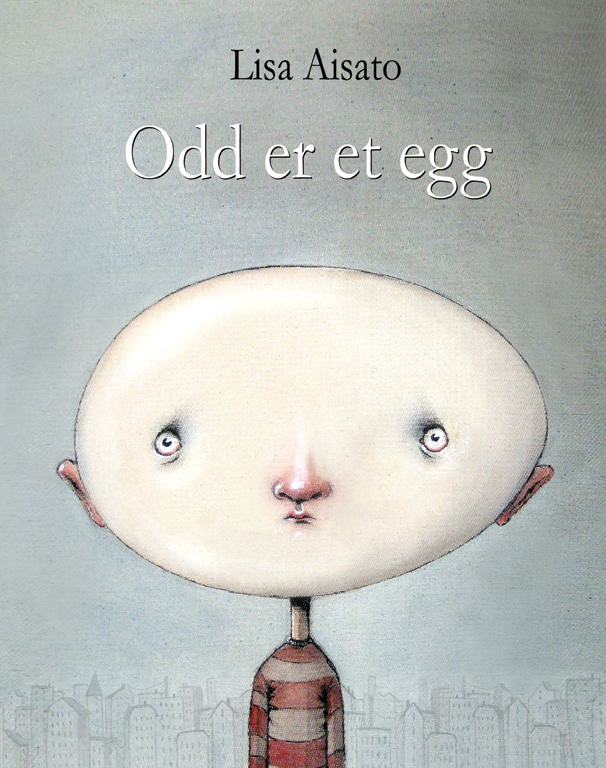
Buchtitel Odd er et egg von Lisa Aisato

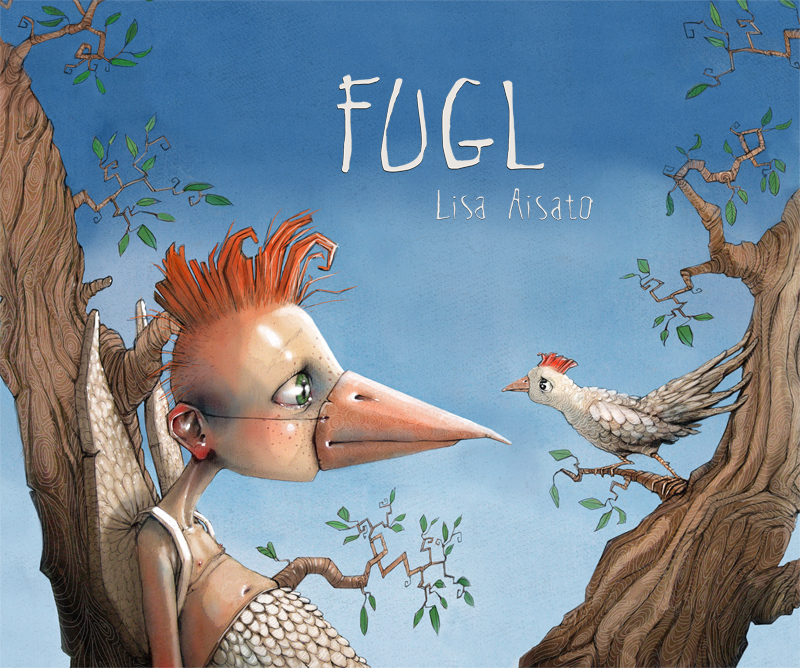
Buchtitel Fugl von Lisa Aisato

Ihr Bilderbuch Odd er et egg wurde als Animationsfilm von Kristin Ulseth verfilmt. Dieser wurde auf dem Tribeca Film Festival 2017 als bester Kurzfilm prämiert, für einen Amanda nominiert und auf den Internationalen Filmfestspielen Berlin 2017 gezeigt. Daneben gibt es auch eine Fassung für Puppentheater.
Lisa Aisato arbeitet seit 2009 auch als Illustratorin für Dagbladet Magasinet. Sie wohnt und arbeitet in Skjærhalden (Hvaler) nahe der schwedischen Grenze.

## Auszeichnungen
- 2019: Bokhandlerprisen für Livet – illustrert[3]

## Eigene Werke – in der Regel Bilderbücher
- Til min elskede. Gyldendal, 2008.
- Mine to oldemødre. Gyldendal, 2008.
- Odd er et egg. Gyldendal, 2010.
- Fugl. Gyldendal, 2013.
- Den store sangboken. Gyldendal, 2014.
- En fisk til Luna. Gyldendal, 2014.
- Snokeboka. Gyldendal, 2018.
- Livet - illustrert. Kagge, 2019.
- Mit Haddy N’jie: Snart sover du – Et års god natt. Cappelen Damm, 2016.

## Illustrationen (Auswahl)
- Jesper Juul: Vier Werte, die Kinder ein Leben lang tragen. Gräfe und Unzer, 2012.
- Agnes-Margrethe Bjorvand: Astrid Lindgren. Ihre fantastische Geschichte. Woow, Zürich 2018. – Norwegisch bei Cappelen Damm, 2015.
- Klaus Hagerup: Das Mädchen, das die Bücher retten wollte. Woow, Zürich 2018. – Jenta som ville redde bøkene. Gyldendal, 2017.
- Maja Lunde: Die Schneeschwester. btb, München 2018. – Snøsøsteren. Kagge, 2018.